# Florence Pugh

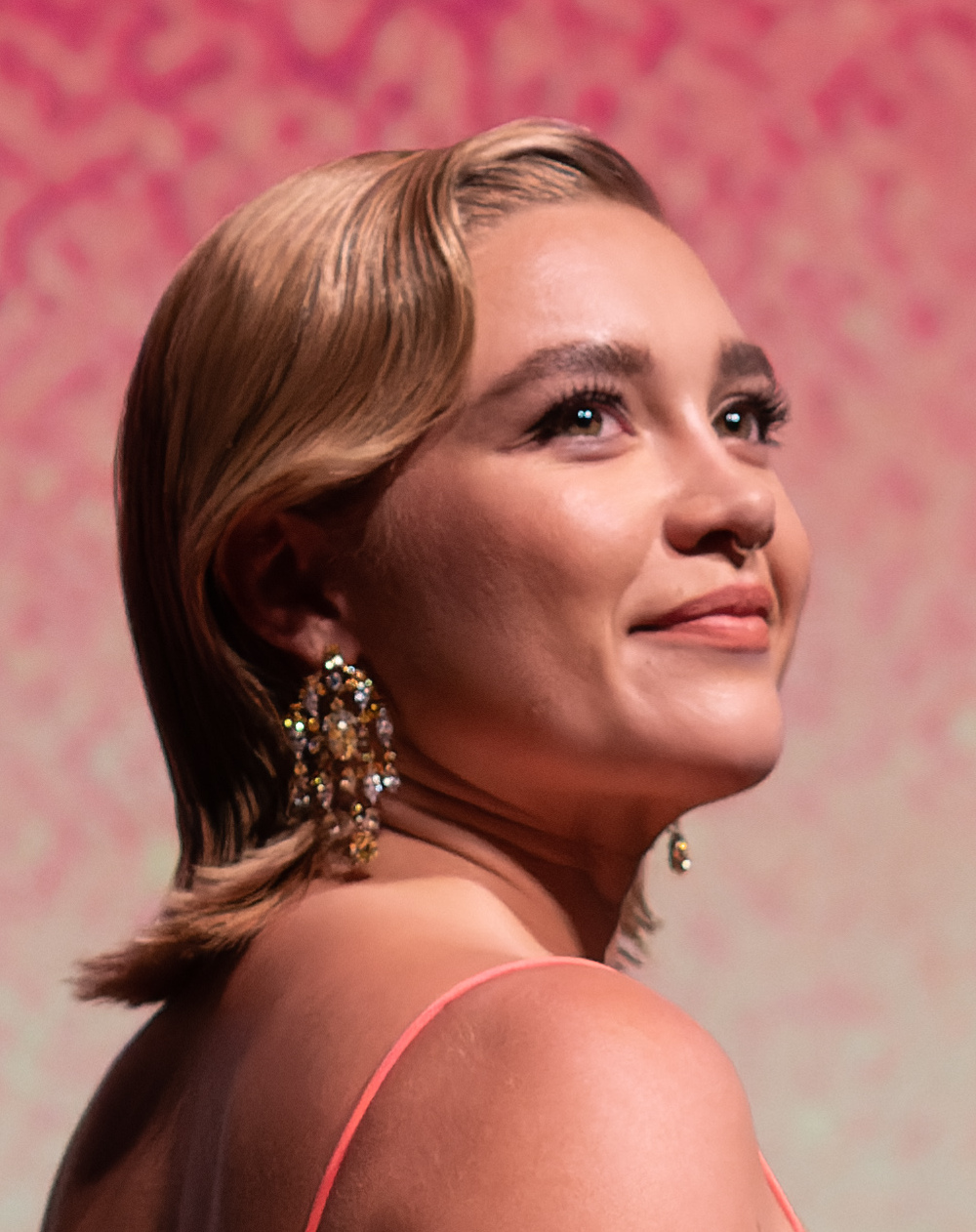
Florence Pugh (2022)

Florence Rose C. M. Pugh (/pju:/; ur. 3 stycznia 1996 w Oksfordzie) – brytyjska aktorka telewizyjna i aktorka filmowa, nominowana do Oscara za drugoplanową rolę w filmie Małe kobietki.

## Kariera
Pugh zadebiutowała na dużym ekranie w 2014 roku, rolą w dramacie Upadające. W 2016 roku Florence zagrała tytułową rolę w niezależnym dramacie Lady M., za którą dostała m.in. nagrodę BIFA.
Rok 2019 był przełomowy w jej karierze. Aktorka wcieliła się w wrestlerkę Paige w biograficznym filmie sportowym Na ringu z rodziną. Później pojawiła się w filmie Midsommar. W biały dzień, co przyniosło jej szereg nominacji do nagród. W tym samym roku została nagrodzona Trophée Chopard na Festiwalu Filmowym w Cannes. Pod koniec roku miał premierę film Małe kobietki, w którym zagrała Amy March. Rola ta przyniosła jej m.in. nominację od Oscara i nagrody BAFTA.
W 2021 roku zagrała w filmie Czarna Wdowa i miniserialu Disney+ Hawkeye, a w 2023 w filmie Oppenheimer.

## Filmografia

### Filmy
| Rok  | Tytuł                                                          | Rola                 | Uwagi           |
| ---- | -------------------------------------------------------------- | -------------------- | --------------- |
| 2014 | Upadające                                                      | Abbie Mortimer       |                 |
| 2016 | Lady M. (Lady Macbeth)                                         | Katherine Lester     |                 |
| 2018 | Pasażer                                                        | Gwen                 |                 |
| 2018 | Król wyjęty spod prawa (Outlaw King)                           | Elizabeth de Burgh   |                 |
| 2018 | Uciszyć zło                                                    | Angela               |                 |
| 2019 | Na ringu z rodziną (Fighting with My Family)                   | Saraya „Paige” Bevis |                 |
| 2019 | In the Time It Takes to Get There                              | Lucille              | krótkometr.     |
| 2019 | Midsommar. W biały dzień (Midsommar)                           | Dani                 |                 |
| 2019 | Małe kobietki (Little Women)                                   | Amy March            |                 |
| 2020 | Father of the Bride Part 3 (ish)                               | Megan Banks          | krótkometr.     |
| 2021 | Czarna Wdowa (Black Widow)                                     | Yelena Belova        |                 |
| 2022 | Nie martw się, kochanie (Don't Worry, Darling)                 | Alice                |                 |
| 2022 | Kot w butach: Ostatnie życzenie (Puss in Boots: The Last Wish) | Goldilocks (głos)    |                 |
| 2022 | Osobliwość (The Wonder)                                        | Lib Wright           |                 |
| 2023 | Dobra osoba (A Good Person)                                    | Allison              |                 |
| 2023 | Oppenheimer                                                    | Jean Tatlock         |                 |
| 2024 | Diuna: Część druga (Dune: Part Two)                            | księżniczka Irulana  |                 |
| 2024 | Sztuka pięknego życia (We Live in Time)                        | Almut                |                 |
| 2025 | Thunderbolts*                                                  | Yelena Belova        | w postprodukcji |

### Telewizja
| Rok  | Tytuł              | Rola                   | Uwagi      |
| ---- | ------------------ | ---------------------- | ---------- |
| 2015 | Studio City        | Cat                    | film TV    |
| 2016 | Marcella           | Cara Thomas            | 3 odc.     |
| 2018 | King Lear          | Cordelia               | film TV    |
| 2018 | Mała doboszka      | Charlie                | miniserial |
| 2020 | Acting for a Cause | Jessica Goldman        | 1 odc.     |
| 2021 | Hawkeye            | Yelena Belova          | 3 odc.     |
| 2023 | Zasoby ludzkie     | Sarah Crumbhorn (głos) | 4 odc.     |